# De tijd in drie dimensies
De tijd in drie dimensies en een artistiek kunstwerk in Amsterdam-Zuid.
Deze (niet meer werkende) klok is ontworpen door Kurt Ingendahl. De, niet meer van toepassing zijnde, gebruiksaanwijzing is nog wel door middel van een plaquette te lezen op de zuil. Het kunstwerk is een schenking van de RAI Amsterdam aan de eerste versie van Station Amsterdam RAI, dat in 1981 geopend werd. De RAI kreeg met de komst van het station een aansluiting op het spoornet. Het was de bedoeling dat treinreizigers, mits voldoende kennis van het systeem, konden aflezen of zij rustig verder konden lopen of juist moesten rennen om hun trein te halen.
Na de oplevering van het eerste station werd er gebouwd aan een nieuwe versie van het station, de ringweg-zuid (Europaboulevardbrug) en de metrolijnen. Het op zich ranke beeld staat in 2018 dan ook geheel ingebouwd in bouwkundige kunstwerken.
Langs de tien meter lange staak in kleuren rood, geel en blauw bewegen twee systemen. Een systeem met een ronde haak geeft de uren aan, die met een rechte haak de minuten. De Volkskrant meldde op 19 mei 1981 dat als je het systeem door begint te krijgen je waarschijnlijk je trein gemist hebt.
Amsterdam kreeg in 1986 nog een afwijkende klok; een van de hand van Viktor IV (Bulgar Finn). Deze klok was te zien in de Ferdinand Bolstraat. De klok liet een afwijkende wijzerplaat zien, waarop men de wijzers moest plaatsen ten opzichte van het cijfer 4.  

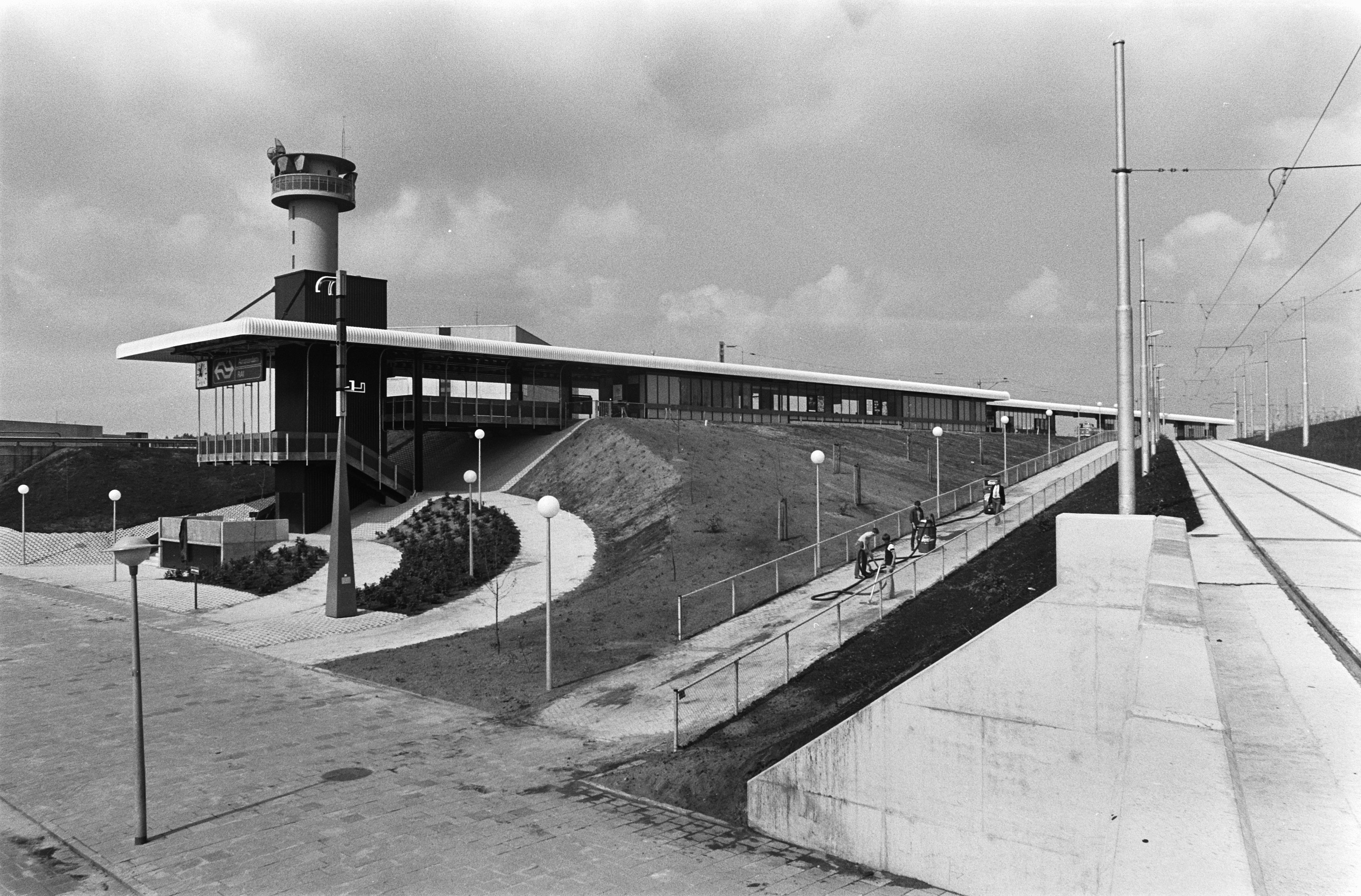
Eerste versie station RAI met daarvoor de klok (1981)
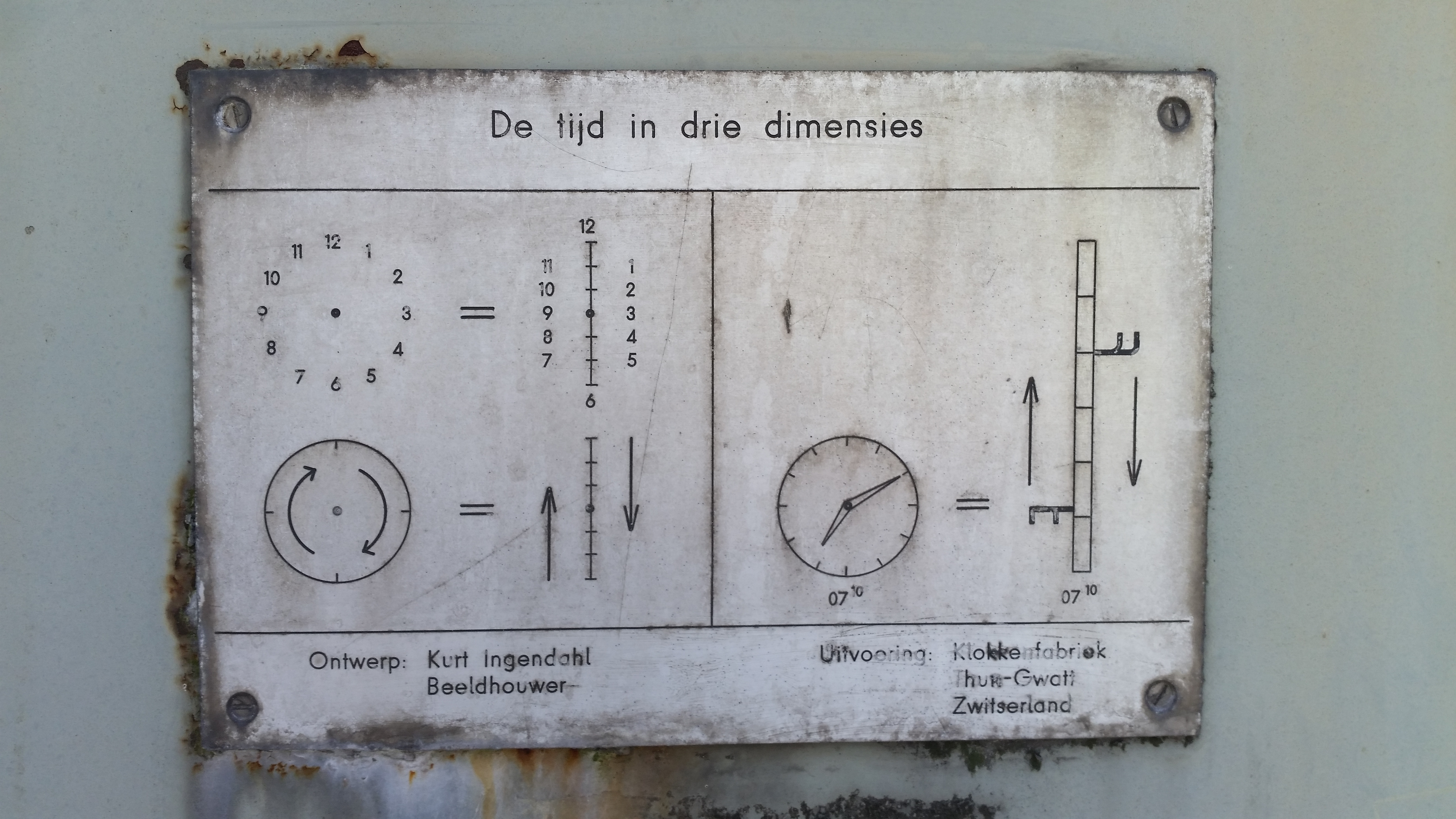
Gebruiksaanwijzing (oktober 2018)
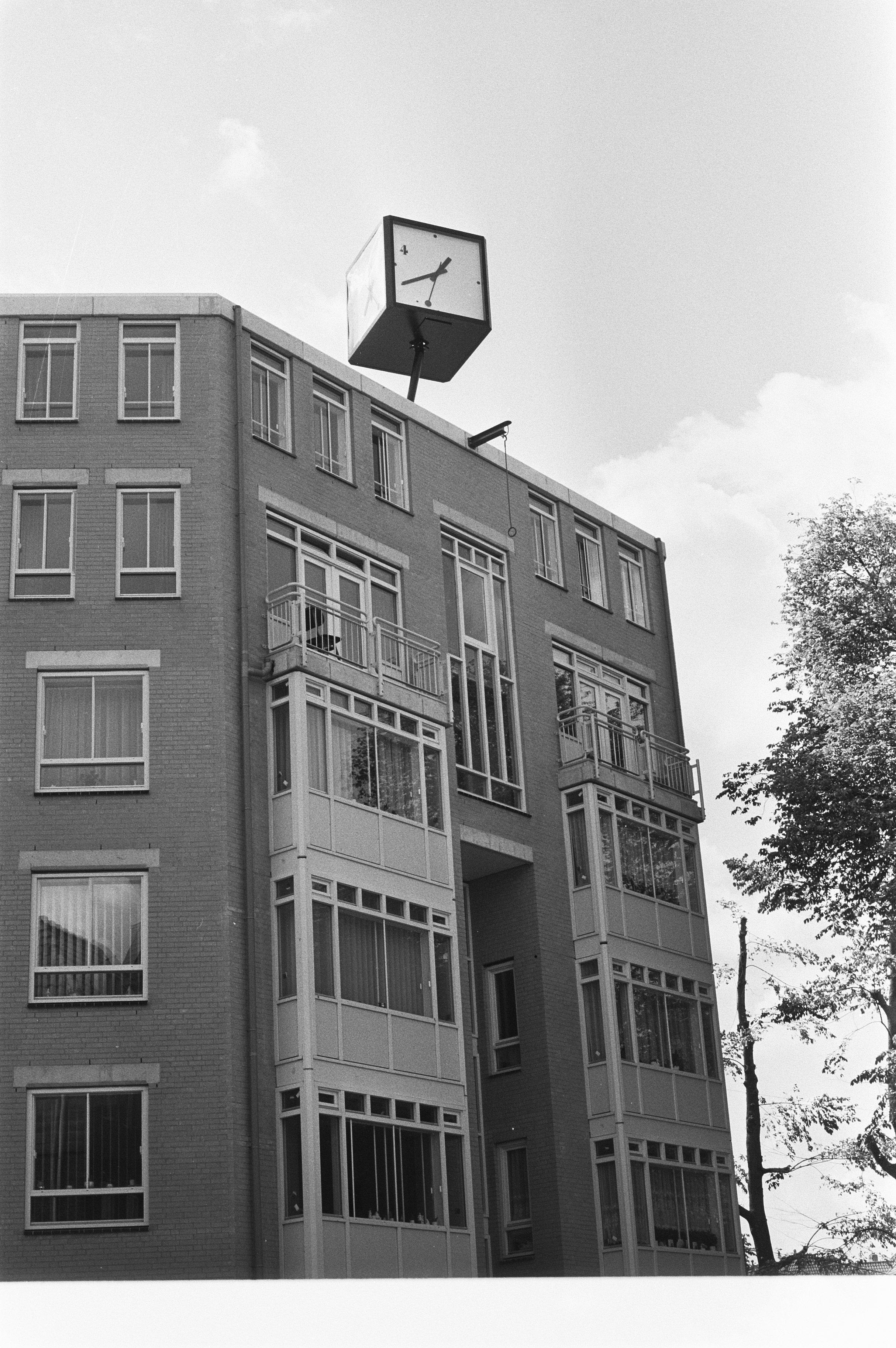
Klok van Bulgar Finn (1986); de 4 staat links boven